# Alejandro Hidalgo
Alejandro Gabriel Hidalgo (Caracas, 1984) es un guionista, productor y director de cine venezolano, conocido por dirigir la película La casa del fin de los tiempos (2013) y El Exorcismo de Dios (2022).

## Inicios
Originario de Caracas, Venezuela, es egresado de la Universidad Santa María, como Comunicador Social. Su interés por el cine comenzó a los cinco años, viendo películas, especialmente de terror cómo The Exorcist (1973) o The Omen (1976). Su pasión por el género lo llevó a desarrollar la primera película de terror venezolana titulada La Casa del Fin de los Tiempos. El film se convirtió en el largometraje de género más taquillero en la historia de Venezuela.

## Carrera

### La casa del fin de los tiempos
En 2009, cuando surgió la primera idea de guion, apenas mostraba sus primeros cortometrajes en la Cinemateca Nacional de Venezuela bajo la mirada de la prensa.  La cinta se filmó en la ciudad de Caracas. Hidalgo se acercó al Productor Carlos Daniel Malavé para llevar a cabo la producción del film, luego de varios meses de trabajo con el guion, el desarrollo del proyecto y de obtener el financiamiento del Centro Nacional Autónomo De Cinematografía de Venezuela, Malavé se retira del proyecto para dar paso a sus colegas, José Ernesto Martínez y César Rivas, el director de fotografía fue Cezary Jaworski y Alex Mathews realizó el maquillaje de efectos especiales.
El 23 de junio de 2013, llegaría a las salas de Venezuela, luego de dos años y medio de reescribir 15 veces el guion, hacer buenos contactos hasta trabajar con el maquillador de efectos especiales argentino Alex Mathews y conseguir financiamiento del Centro Nacional Autónomo de Cinematografía (CNAC), de 330 mil dólares. La cinta contó en el reparto con Ruddy Rodríguez, Rosmel Bustamante y Guillermo García Alvarado.
Tras mantenerse en las carteleras de todo el país durante nueve meses, el film marcó un récord en la historia del cine venezolano, al llevar más de 649 mil espectadores a las salas y convertirse en el sexto más taquillero de América Latina en 2013.
La Casa del Fin de los Tiempos es hasta hoy, la película de terror más taquillera estrenada en Venezuela. Con una recaudación que supera los 4.6 millones de dólares.

### El Exorcismo de Dios
Las primeras ideas para el guion de la película se dieron luego de que Alejandro Hidalgo filmara La Casa del Fin de los Tiempos. El director tenía la ilusión de realizar una película de exorcismos que hiciera homenaje a su cinta de horror predilecta "El Exorcista". El guion fue desarrollado a cuatro manos entre Alejandro Hidalgo y Santiago Fernández Calvete. Con el libreto listo, comenzó a buscar financiación en Estados Unidos. La cinta se filmó en 2019 en locaciones de México cómo Tepoztlán y el Desierto de los Leones en Ciudad de México.
Will Beinbrink, actor estadounidense se unió al proyecto junto al británico Joseph Marcell y a la venezolana María Gabriela de Faría para protagonizar el filme, estando también dentro del elenco Hector Kotsifakis, Irán Castillo y Juan Ignacio Aranda.

## Filmografía

### Cine
- La casa del fin de los tiempos (2013)
- El Exorcismo de Dios (2021)
- No Voltees (TBA)

### Cortometrajes
- El Cumpleaños de un pordiosero (2006)
- Luz Bella (2007)
- El Milagro en la Oscuridad (2009)

## Premios y nominaciones

### Premios
La casa del fin de los tiempos
- Premio del Público a la Mejor Película - Venezuelan Film Festival - New York[2]
- Mejor Película - Festival Binacional de Cine Colombia – Venezuela
- Mejor Director - Festival Binacional de Cine Colombia – Venezuela
- Mejor Actor - Festival Binacional de Cine Colombia – Venezuela
- Premio del Público - Festival de Cine Venezolano de Mérida.
- Mejor Fotografía - Festival de Cine Venezolano de Mérida.
- Mejor sonido - Festival de Cine Venezolano de Mérida.
- Premio del Jurado a mejores actores infantiles - Festival de Cine Venezolano de Mérida.
- Mejor sonido - Festival entre largos y cortos de Oriente (ELCO)
- Mejor Música - Festival entre largos y cortos de Oriente (ELCO)
- Mejor Película - Screamfest LA
- Mejor Director - Screamfest LA
- Mejor película Iberoamericana - Buenos Aires Rojo Sangre Film Fest
- Mejor Actuación Iberoamericana - Buenos Aires Rojo Sangre Film Fest

El Exorcismo de Dios
- Mejor Director - Festival Internacional de Cine Fantástico de Oporto "Fantasporto"[2]

### Nominaciones
La casa del fin de los tiempos
- Mejor Largometraje - Oporto International Film Festival - FANTASPORTO (2014)[2]
- Selección Oficial - Fantasia International Film Festival - Canadá
- Sección: Discovery - Frightfest - Londres
- Sección: Fresh Blood / Wettbewerb - Fantasy Filmfest - Alemania
- Selección Oficial - L'Etrange - Francia
- Selección Oficial - Screamfest LA - Estados Unidos
- Selección Oficial - Mayhem Film Festival - Reino Unido
- Selección Oficial - Brussels Fantastic Film Fest - Bélgica
- Selección Oficial - Films From The South - Norway
- Selección Oficial - Morbido Fest - Panamá
- Selección Oficial - Abertoir Wales Intl Horror Festival - Wales
- Selección Oficial – Latin Film Fest - Australia
- Selección Oficial - Rojo Sangre Buenos Aires - Argentina
- Selección Oficial - Mórbido Film Fest - México
- Selección Oficial - Zinema Zombie Fest - Colombia
- Selección Oficial - Abertoir Wales Intl Horror Festival - Gales

El Exorcismo de Dios
- Selección Oficial - Fantastic Fest Jury Award - Estados Unidos
- Selección Oficial - Best Film in Midnight X Treme - Sitges - España